# Kukkutasana
Kúkkutásana (dêvanágari कूक्कुतासन IAST kūkkutāsana. É uma posição do Ioga. Um muscular de elevação do corpo com os braços.
Em sânscrito, kúkkuta é galo.

## Execução
Faz-se padmásana e coloca-se os braços entre o pé e a coxa. É importante colocar ambos os braços pela frente do pé. Com as mãos no chão eleva-se o corpo do solo permanecendo.

## Galeria

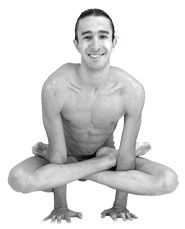

- Utthita Kúkkutásana Sobre a ponta dos dedos.
- Êkahasta Kúkkutásana Variação com uma só mão (eka, um; hasta, mão[3][4])